# おもてなし音楽バラエティ むちゃ∞ブリ!
『おもてなし音楽バラエティ むちゃ∞ブリ!』（おもてなしおんがくバラエティ むちゃブリ!）は、テレビ東京系列で2007年4月4日（3日深夜）から2008年3月26日（25日深夜）まで放送されていた音楽バラエティ番組。関ジャニ∞の冠番組である。通称『むちゃ∞ブリ!』。

## 概要
火曜日の『スポパラ』枠後半部分にて放送された。2008年4月15日より『ありえへん∞世界』としてリニューアルされた。『裏ジャニ』から続いている関ジャニ∞メインの番組だが、後番組の『ありえへん∞世界』では、村上、丸山、安田の3名のみの出演のため関ジャニ∞が全員出演している番組は当番組が最後となった。

## 出演者
- 関ジャニ∞（横山裕・渋谷すばる・村上信五・丸山隆平・安田章大・錦戸亮・大倉忠義）

アシスタント
- 泉貴美
- うえむらちか

## 内容
数秘術占い
生年月日から分かる運命数を元にゲストの素顔を解き明かす。
むちゃブリ徹底追及
関ジャニ∞のメンバーが、ゲストのむちゃなお願いを叶えるため奔走する。番組のメインコーナー。
ガラガラトーク
『スカ☆J』時代の「ガチャガチャトーク」が引き継がれたもので、ゲストが関ジャニ∞メンバーからのキワドイ質問に答えていくコーナー。
ガラガラを回す最中は横山裕発案の「なーにが出る出るなーにが出る!!」という合言葉と共にフリをするのが恒例となっている。
LIVE
当日のゲストによるライブ。関ジャニ∞メンバーの出演は無し。

## 放送リスト
1. 2007年04月03日 - 石井竜也
2. 2007年04月10日 - 吉川晃司
3. 2007年04月17日 - 大黒摩季
4. 2007年04月24日 - RIZE
5. 2007年05月01日 - 小柳ゆき
6. 2007年05月08日 - 川嶋あい
7. 2007年05月15日 - Crystal Kay
8. 2007年05月29日 - TRF
9. 2007年06月05日 - 大友康平
10. 2007年06月12日 - 山田優
11. 2007年06月19日 - 河村隆一
12. 2007年06月26日 - 中川翔子
13. 2007年07月03日 - abingdon boys school
14. 2007年07月10日 - 藤井フミヤ
15. 2007年07月17日 - 松下奈緒
16. 2007年07月24日 - BONNIE PINK
17. 2007年07月31日 - Every Little Thing
18. 2007年08月07日 - リア・ディゾン
19. 2007年08月14日 - 米米CLUB
20. 2007年08月21日 - Aqua Timez
21. 2007年08月28日 - Chara
22. 2007年09月04日 - ココだけの話スペシャル!
23. 2007年09月11日 - 島谷ひとみ
24. 2007年09月18日 - 茉奈 佳奈
25. 2007年09月25日 - DJ OZMA
26. 2007年10月09日 - 杏里
27. 2007年10月16日 - 松下奈緒
28. 2007年10月23日 - 愛内里菜
29. 2007年10月30日 - 藤木直人
30. 2007年11月06日 - 槇原敬之
31. 2007年11月13日 - tomboy
32. 2007年11月20日 - 出張おもてなしSP(DJ OZMA)
33. 2007年11月27日 - 平原綾香
34. 2007年12月04日 - ディラン＆キャサリン(なだぎ武＆友近)
35. 2007年12月11日 - 梨花
36. 2007年12月18日 - sowelu
37. 2008年01月01日 - CHEMISTRY、倖田來未【リクエスト】仙堂花歩【お笑い】髭男爵、狩野英孝、 GAG少年楽団、インポッシブル、アントキの猪木、エド・はるみ
38. 2008年01月08日 - 総集編
39. 2008年01月15日 - HOME MADE 家族
40. 2008年01月22日 - 中川翔子
41. 2008年01月29日 - 森山直太朗
42. 2008年02月05日 - いきものがかり
43. 2008年02月12日 - misono
44. 2008年02月19日 - 一青窈
45. 2008年03月04日 - ものづくり未公開SP!
46. 2008年03月11日 - 高杉さと美
47. 2008年03月18日 - ZEEBRA
48. 2008年03月25日 - 超有名人コラボスペシャル！（未公開SP、最終回）

## ネット局と放送時間
| 放送対象地域   | 放送局             | 系列           | 放送日時                     | 備考       |
| -------------- | ------------------ | -------------- | ---------------------------- | ---------- |
| 関東広域圏     | テレビ東京         | テレビ東京系列 | 水曜 0:12 - 0:53（火曜深夜） | 制作局     |
| 北海道         | テレビ北海道       | テレビ東京系列 | 水曜 0:12 - 0:53（火曜深夜） | 同時ネット |
| 愛知県         | テレビ愛知         | テレビ東京系列 | 水曜 0:12 - 0:53（火曜深夜） | 同時ネット |
| 大阪府         | テレビ大阪         | テレビ東京系列 | 水曜 0:12 - 0:53（火曜深夜） | 同時ネット |
| 岡山県・香川県 | テレビせとうち     | テレビ東京系列 | 水曜 0:12 - 0:53（火曜深夜） | 同時ネット |
| 福岡県         | TVQ九州放送        | テレビ東京系列 | 水曜 0:12 - 0:53（火曜深夜） | 同時ネット |
| 滋賀県         | びわ湖放送         | 独立UHF局      | 月曜 1:00 - 1:41（日曜深夜） |            |
| 熊本県         | くまもと県民テレビ | 日本テレビ系列 | 金曜 15:50 - 16:31           |            |
| 石川県         | 北陸放送           | TBS系列        | 日曜 2:25 - 3:06（土曜深夜） |            |
| 鳥取県・島根県 | 日本海テレビ       | 日本テレビ系列 | 木曜 0:31 - 1:12（水曜深夜） |            |
| 和歌山県       | テレビ和歌山       | 独立UHF局      | 月曜 0:00 - 0:41（日曜深夜） |            |
| 新潟県         | 新潟放送           | TBS系列        | 金曜 0:25 - 1:06（木曜深夜） |            |

## スタッフ
- ナレーション：水原恵理（テレビ東京アナウンサー）、服部潤
- 構成：田中伊知郎、佐藤修、いまなみゆうすけ
- リサーチ：川上ともこ、タイムテーブル
- 技術：近藤剛史
- カメラ：菊地裕介
- 映像調整：佐藤誠二
- 音声：飯嶋康生
- 照明：小林瑞雪
- 美術：小越敏彦
- デザイン：薬王寺哲朗
- 美術進行：金森明日香
- 電飾：コマデン
- モニター：東京チューブ
- メイク：山田かつら
- スタイリスト：和田ユキヨ
- EED：小宮純一
- MA：岡崎博之
- 音効：ZACK
- タイムキーパー：島田真見
- 編成：今井豪
- 番宣：大橋朋子
- 制作進行：田中貴志
- デスク：橋本佳奈
- ディレクター：鈴木伸嘉、岩本智也、工藤里紗
- 演出：清水俊雄
- プロデューサー：梅崎陽、関光晴
- 統括プロデューサー：川原愼
- 技術協力：テクノマックス、テレビ東京アート、池田屋、AZABU PLAZA
- 協力：ジャニーズ事務所、本多芸能スポーツサービス
- 製作著作：テレビ東京